# Wahl zur Verfassunggebenden Versammlung Nepals 2008
Die Wahl zur Verfassunggebenden Versammlung Nepals 2008 fand am 10. April 2008 statt. Sie endete mit dem Sieg der Kommunistischen Partei Nepals (Maoistisch). Am 19. November 2013 erfolgten Neuwahlen.

## Verlauf
Nach den ersten landesweiten Wahlen zur verfassunggebenden Versammlung in Nepal am 10. April 2008 lagen nach ersten Teilergebnissen aus den insgesamt 240 Wahlbezirken zufolge die ehemaligen maoistischen Rebellen in Führung. Nach Auszählung von 22 Wahlbezirken gewann die Kommunistische Partei Nepals (Maoistisch) unter Führung ihres ehemaligen Kommandanten Pushpa Kamal Dahal (Kampfname: Prachanda) 12 davon. Nach inoffiziellen Angaben lagen in 61 weiteren Wahlbezirken, in denen die Auszählung noch nicht beendet war, die Maoisten ebenfalls vorn. Drei Mandate zur verfassunggebenden Versammlung gewannen maoistische Minister der bisherigen Allparteienregierung. Der ehemalige Rebellenführer Prachanda gewann nach Angaben der Wahlkommission mit 23.277 Stimmen ein Mandat in der Hauptstadt Kathmandu und erhielt damit fast zweimal so viele Stimmen wie der Zweitplatzierte. Jeweils 4 der 12 der bislang ausgezählten Bezirke gingen an den Nepali Congress (NC) und die Kommunistische Partei Nepals – Vereinigte Marxisten-Leninisten, CPN (UML). Die kleine Arbeiter- und Bauernpartei (NWPP oder auch NMKP) gewann zwei Mandate. Nach Angaben der Wahlkommission soll die Abstimmung wegen Unregelmäßigkeiten in mindestens 60 der 20.000 Wahllokale wiederholt werden.
Am 23. April 2008 gab die Wahlkommission bekannt, dass nach Auszählung fast aller Stimmen die Maoisten mit 220 Sitzen stärkste Partei geworden sind. Die absolute Mehrheit von 301 Mandaten haben sie jedoch verfehlt. An zweiter Stelle folgt mit 108 Sitzen die Kongresspartei von Premierminister Girija Prasad Koirala. Drittstärkste Kraft wurden die Vereinten Marxisten-Leninisten (UML) mit 101 Mandaten. Die Royalisten, die für den Erhalt der Monarchie kämpften, erhielten kaum Mandate. Erwartet wird, dass Maoisten-Chef Prachanda die neue Interimsregierung anführen wird. Die verfassunggebende Versammlung soll unter anderem eine neue Regierungsform beschließen. Die Maoisten sind für ein Präsidialsystem nach US-Vorbild mit einem starken Parlament als Gegenpol, um zu verhindern, dass eines Tages durch andere Mehrheiten im Parlament die Monarchie wieder eingeführt wird. Die Wahlbeteiligung lag nach Angaben der Wahlkommission bei ca. 60 Prozent. Kandidaten von 57 Parteien bewarben sich um die insgesamt 601 Sitze. 240 Delegierte wurden direkt gewählt, 335 über Wahllisten der Parteien. Weitere 26 Sitze vergab die amtierende Übergangsregierung.

## Ergebnisse
| Partei                                                         | Stimmen    | Wähleranteil in % | Sitze |
| -------------------------------------------------------------- | ---------- | ----------------- | ----- |
| Kommunistische Partei Nepals (Maoistisch)                      | 3.144.204  | 29,28             | 229   |
| Nepalesische Kongresspartei                                    | 2.269.883  | 21,14             | 115   |
| Kommunistische Partei Nepals (Vereinigte Marxisten-Leninisten) | 2.183.370  | 20,33             | 108   |
| Madhesisches Volksrechteforum                                  | 678.327    | 6,32              | 54    |
| Tarai-Madhesische Demokratische Partei                         | 338.930    | 3,16              | 21    |
| Nationaldemokratische Partei                                   | 263.431    | 2,45              | 8     |
| Kommunistische Partei Nepals (Marxistisch-Leninistisch)        | 243.545    | 2,27              | 9     |
| andere                                                         | 1.617.388  | 15,06             | 57    |
| total                                                          | 10.739.078 | 100,00            | 601   |